# Berendseen 12 (Niederndodeleben)

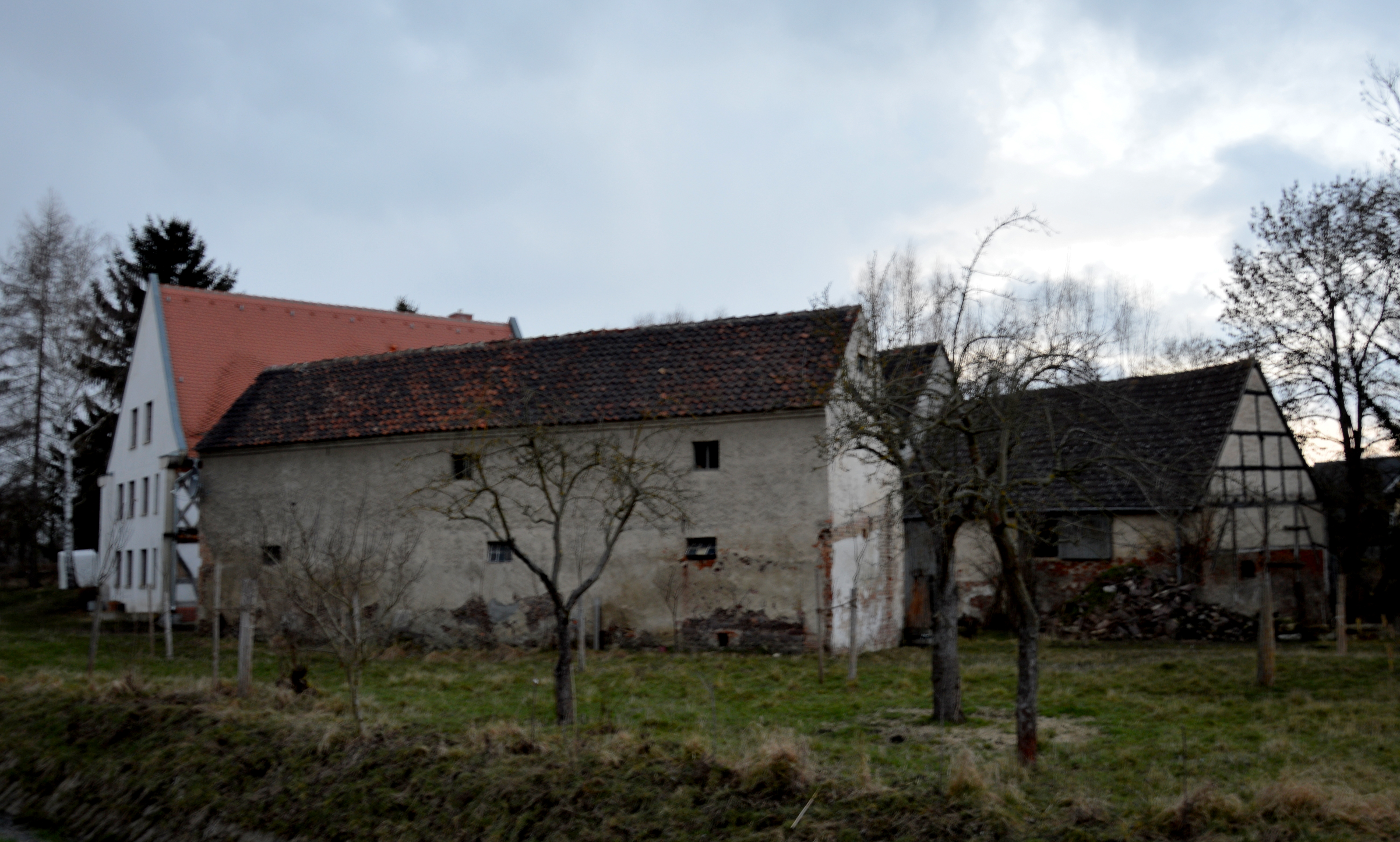
Wassermühlengehöft Berendseen 12, Blick von Süden

Das Gehöft Berendseen 12 ist ein denkmalgeschützter Mühlenhof in der Gemeinde Hohe Börde in Sachsen-Anhalt.

## Lage
Es befindet sich im Ortsteil Niederndodeleben auf der Westseite des Dorfes, westlich der Kreuzung der Straßen Berendseen und Kantorberg. Südlich des Gehöfts verläuft die Schrote an deren linkem Ufer das Anwesen liegt.

## Architektur und Geschichte
Der große Wassermühlenhof nutzte als Antrieb die Schrote. Er verfügt auf seiner Westseite über ein zweigeschossiges traufständiges Fachwerkhaus aus der Zeit um 1700. Er gilt als einer der ältesten und bedeutendsten Fachwerkbauten des Landkreises Börde. Das Fachwerk ist reich mit Rauten- und Andreaskreuzen verziert. Bedeckt ist das Gebäude mit einem steilen Satteldach.
Auch die Nebengebäude des Hofs sind in Fachwerkbauweise ausgeführt.
Im örtlichen Denkmalverzeichnis ist die ehemalige Wassermühle unter der Erfassungsnummer 094 75592 als Baudenkmal eingetragen.